# Draguignan

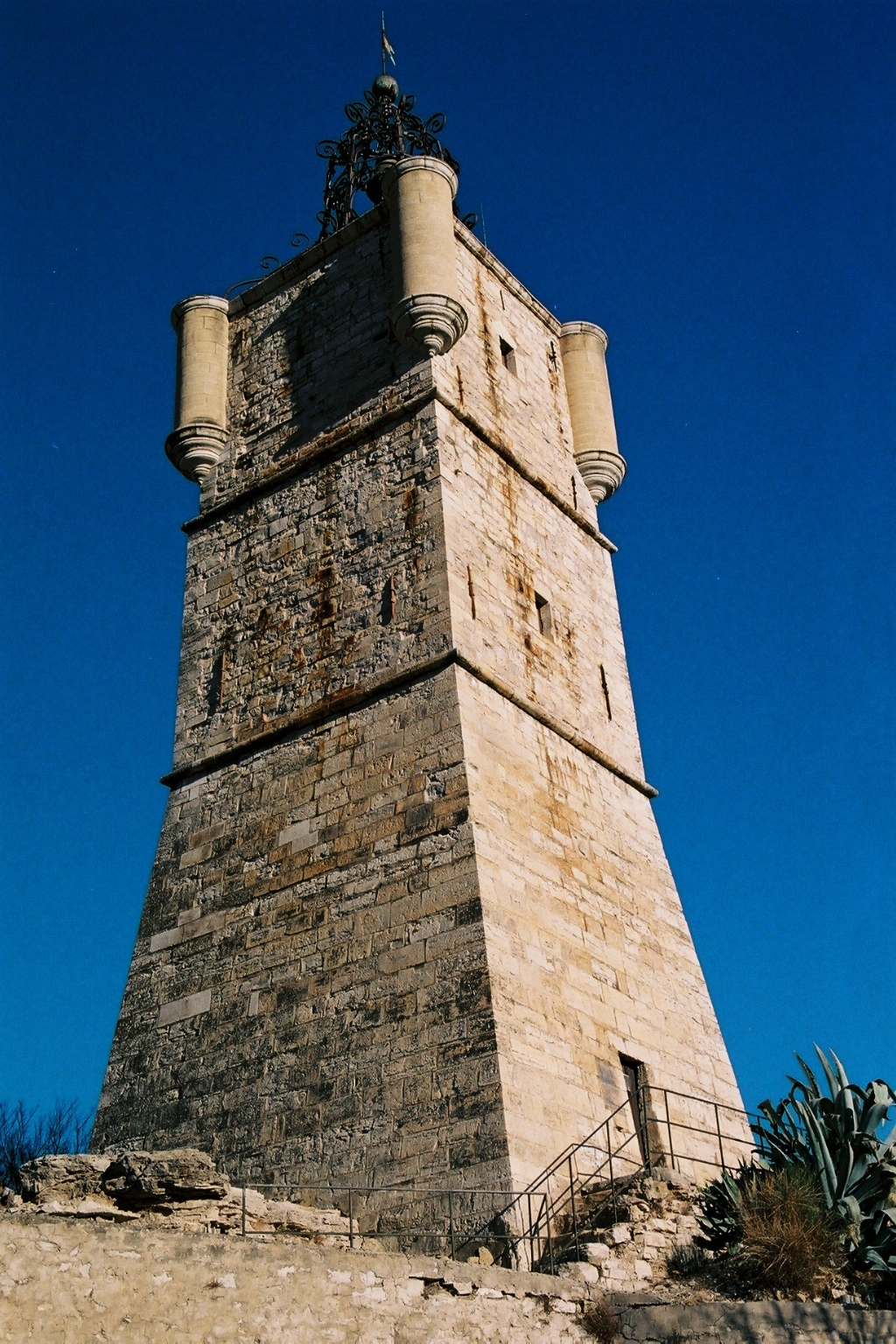
Draguignan

Draguignan – miejscowość i gmina we Francji, w regionie Prowansja-Alpy-Lazurowe Wybrzeże, w departamencie Var.
Według danych na rok 1990 gminę zamieszkiwały 30 183 osoby, a gęstość zaludnienia wynosiła 562 osoby/km² (wśród 963 gmin regionu Prowansja-Alpy-W. Lazurowe Draguignan plasuje się na 23. miejscu pod względem liczby ludności, natomiast pod względem powierzchni na miejscu 134.).